# SMS Triglav (cacciatorpediniere 1917)
Lo SMS Triglav è stato un cacciatorpediniere appartenente alla k.u.k. Kriegsmarine, prima ed eponima unità della classe Ersatz Triglav che era nata dalla doppia esigenza di ripianare le perdite patite dalla precedente e molto simile classe Tátra e di immettere in servizio altri moderni cacciatorpediniere. Ebbe una parte modesta nell'ultimo anno della prima guerra mondiale e, in seguito alla sconfitta dell'Impero austro-ungarico, fu ceduto alla Regia Marina che lo ribattezzò Grado. Alla fine degli anni venti fu declassato a torpediniera.

## Storia

### Il servizio nella Marina austroungarica
Ordinato nel 1916 dalla k.u.k. Kriegsmarine come Triglav (monte Triglav, "Tricorno" in italiano), il cacciatorpediniere faceva parte di una classe di quattro cacciatorpediniere (Lika, Dukla e Uzsok) ordinate per portare a otto unità la classe Tatra e rimpiazzare la perdita di due cacciatorpediniere di tale classe. Entrato in servizio nell'estate 1917, il Triglav doveva infatti rimpiazzare un'omonima precedente unità, saltata in aria su mine alla fine del 1915 durante la battaglia di Durazzo.
Tra le operazioni belliche cui il Triglav prese parte si annoverano:
- un inconclusivo scontro nelle acque tra Brindisi e Cattaro, insieme all'esploratore Helgoland e ad altri cinque cacciatorpediniere, con una numerosa formazione navale anglo-franco-italiana (3 incrociatori leggeri, 4 esploratori, 11 cacciatorpediniere) il 19 ottobre 1917[2];
- un bombardamento delle linee ferroviarie e telegrafiche alla foce del Metauro (28 novembre 1917), insieme ai cacciatorpediniere Reka e Dinara ed alle torpediniere TB 78, TB 79, TB 86 e TB 90[2];
- un altro combattimento, privo di risultati di rilievo, il 22 aprile 1918, tra una formazione di cacciatorpediniere austro-ungarici (Csepel, Uskoke, Dukla, e Lika) e due unità similari britanniche (Hornet e Jackal) nel Canale d'Otranto;
- un'incursione (poi interrotta causa il fallimento dell'effetto sorpresa) contro lo sbarramento del Canale d'Otranto, unitamente agli esploratori Helgoland e Novara ed ai gemelli Tátra e Csepel, in preparazione dell'attacco poi interrotto a causa dell'affondamento della corazzata Szent Istvan[2].

### Il servizio nella Regia Marina
Dopo la conclusione della prima guerra mondiale, l'Italia ottenne, in conto di riparazione dei danni di guerra, la cessione di sette cacciatorpediniere delle classi Tátra ed Ersatz Triglav, che andarono a formare la classe Fasana. 
Incorporato nella Regia Marina nel 1919 ed entrato in servizio l'anno successivo, il Triglav fu ribattezzato Grado.
Sotto la nuova bandiera la nave non ebbe comunque grande utilizzo. Come le unità gemelle, fu adibito principalmente al pattugliamento delle coste libiche ed all'addestramento a Taranto e Venezia.
Nel 1929 il Grado fu declassato a torpediniera.
La nave venne radiata nel 1937 ed avviata alla demolizione. Tra gli ufficiali che si sono avvicendati al suo comando il futuro ammiraglio Giuseppe Marini che nel secondo dopoguerra avrebbe ricoperto diversi prestigiosi incarichi, tra cui quello di Comandante in capo della Squadra Navale
Una catena dell'ancora del Grado è divenuta parte del Sacrario di Redipuglia.